# Sozialdemokratischer Bund der Arbeiter- und Kleinbauernschaft
Der Sozialdemokratische Bund der Arbeiter- und Kleinbauernschaft (finn. Työväen ja Pienviljeliäin Sosialidemokraattinen Liitto, TPSL, von 1972 an Sozialistischer Bund der Arbeiter- und Kleinbauernschaft, Työväen ja Pienviljelijäin Sosialistinen Liitto) war eine sozialdemokratische Partei in Finnland. Sie wurde 1959 von der innerparteilichen Opposition der Sozialdemokratischen Partei Finnlands gegründet. Sie löste sich 1973 wieder auf und ging wieder in der Stammpartei auf.

## Geschichte
Die Partei entstand als Folge des Parteienstreits in der Sozialdemokratischen Partei Finnlands. In dem Streit hatten sich das Lager um den seinerzeitigen Parteisekretär Väinö Leskinen und den Parteivorsitzenden Emil Skog gegenübergestanden. Nachdem das Skog-Lager in die innerparteiliche Opposition geraten war und sich der Konflikt bis hin zu Parteiausschlussverfahren zugespitzt hatte, gründete die Opposition 1959 den TPSL als neue politische Plattform mit Skog als Vorsitzendem. 
Politisch unterschied sich der TPSL von der Stammpartei vor allem in der klaren Unterstützung der Außenpolitik von Präsident Urho Kekkonen und, damit im Zusammenhang stehend, im freundlicheren Verhältnis zur Sowjetunion. Die Partei nahm mit mäßigem Erfolg an Wahlen teil. 1962 konnte sie nur zwei, 1966 sieben Sitze im Parlament erringen. Emil Skog trat in der Präsidentschaftswahl 1962 an, erhielt aber nur 3,0 % der Stimmen.
Der Parteivorsitzende Skog bemühte sich wiederholt um eine Aussöhnung mit den Mehrheitssozialdemokraten. Ein Durchbruch konnte aber erst erzielt werden, nachdem Väinö Tanner 1963 von Rafael Paasio als Vorsitzender der Sozialdemokratischen Partei abgelöst worden war. Paasio war ein prominenter Vertreter der sogenannten Dritten Linie der Sozialdemokraten, die sich schon seit Jahren um eine Vermittlung der gegensätzlichen Standpunkte bemüht hatte.
Die entscheidenden Gespräche wurden Ende Oktober 1963 aufgenommen und führten im Februar 1964 zu einem Vertrag, den Skog und Paasio unterzeichneten. Der Vertrag sah die Vereinigung der beiden sozialdemokratischen Parteien und die Auflösung des TPSL vor. Gegen diese Regelung rührte sich jedoch Widerstand im linken Flügel des TPSL. Auf dem Parteitag im Frühjahr 1964 verlor Skog den Vorsitz der Partei an Aarre Simonen, der seinerseits den Vollzug des Aussöhnungvertrages aufschob. In der Folge entschieden sich die in der Minderheit verbliebenen Vertreter um Skog für eine Rückkehr in die Stammpartei auf privatem Wege. 
Der Sozialdemokratische Bund der Arbeiter- und Kleinbauernschaft bestand zunächst weiter, wurde aber durch weitere Rückkehrer in die Stammpartei zusehends ausgezehrt, wobei eine zunehmend linksgerichtete Mitgliederschaft verblieb. Die Partei wurde 1972 noch in Sozialistischer Bund der Arbeiter- und Kleinbauernschaft umbenannt, wurde aber ein Jahr später dann doch aufgelöst und ging in der Stammpartei auf.

## Wahlergebnisse

### Parlamentswahlen
| Jahr | Abgeordnete | Stimmen | Prozent |
| ---- | ----------- | ------- | ------- |
| 1958 | 3           | 33 947  | 1,75    |
| 1962 | 2           | 100 396 | 4,36    |
| 1966 | 7           | 61 274  | 2,59    |
| 1970 | 0           | 35 453  | 1,40    |
| 1972 | 0           | 25 527  | 0,99    |

### Kommunalwahlen
| Jahr | Mandate | Stimmen | Prozent |
| ---- | ------- | ------- | ------- |
| 1960 | 263     | 66 667  | 3,40    |
| 1964 | 313     | 63 348  | 2,95    |
| 1968 | 137     | 40 203  | 1,78    |
| 1972 | 30      | 13 601  | 0,54    |

### Präsidentschaftswahlen
| Jahr | Wahlmänner | Stimmen | Prozent | Kandidat                |
| ---- | ---------- | ------- | ------- | ----------------------- |
| 1962 | 2          | 66 166  | 3,0     | Emil Skog               |
| 1968 | 6          | 46 833  | 2,3     | Unterstützung Kekkonens |